# Афифе
Афифе (порт. Afife)  —  район (фрегезия) в Португалии,  входит в округ Виана-ду-Каштелу. Является составной частью муниципалитета  Виана-ду-Каштелу. По старому административному делению входил в провинцию Минью. Входит в экономико-статистический  субрегион Минью-Лима, который входит в Северный регион. Население составляет 1677 человек на 2001 год. Занимает площадь 11,08 км².
Покровителем района считается Святая Кристина (порт. Santa Cristina).